# Christian Alander
Christian Alander, auch Christiernus Alander, (* 19. Januar 1660, nach Zedler 17. Januar 1660, in Finström; † 6. März 1704, nach Zedler 24. März 1660, in Åbo) war ein schwedischer Philosoph und Musikschriftsteller.

## Leben und Werk
Christian Alander war der Sohn eines Predigers auf der finnischen Insel Fasta Åland. Er studierte in Åbo und Uppsala.
1692 wurde Alander Professor für Rhetorik am Konservatorium in Åbo.
Er veröffentlichte im Jahr 1703 die Schrift Rhetor musicus sive de vi et usu musices in rhetorica.
Am 20. Januar 1704 wurde Christianus Walstenius (1680–1750) mit seiner Dissertation De cane rhetorico bei ihm promoviert.